# حصن بلاد صور
حصن بلاد صور هو حصن يقع شرق ولاية صور بعمان، يحيط الحصن مساحات خضراء من نخيل وبساتين. بني الحصن بعيداً عن البحر للحماية ضد القبائل الغازية من الداخل. ويمثل الحصن جزءاً من شبكة دفاعية تضم في الأصل خمسة حصون وأبراج، كان الحصن سابقاً مقراً للوالي ومكاناً للاحتفال بالأعياد والمناسبات، ويحتوي أربعة أبراج هي برج الخندق وبرج جعلان وبرج السوق أما البرج الرابع فهو باختلاف تلك الأبراج الثلاثة أي يتكون من طابقين، يكشف الطابق الأول على خارج الحصن ومن جميع الجهات ويرتفع سور الحصن 6 أمتار.
كما يقام في الحصن العديد من المهرجانات والاحتفالات، من ضمنها الاحتفالية الوطنية وغيرها..

## وصلات خارجية
- قلاع وحصون عمان